# Nymphius
Nymphius es un género de escarabajos de la familia Chrysomelidae. En 1900 Weise describió el género. Se encuentran especies de este género en Irak y Turquía. Esta es la lista de especies que lo componen:
- Nymphius emir (Lopatin, 2006)
- Nymphius ensifer (Guillebeau, 1891)
- Nymphius friedmani (Lopatin, 2002)
- Nymphius lydius (Weise, 1886)
- Nymphius lydius Weise, 1886
- Nymphius ogloblini (Bogatchev, 1947)
- Nymphius pravei (Jacobson, 1899)
- Nymphius pravei Jacobson, 1899
- Nymphius stylifer (Jacobson, 1899)
- Nymphius stylifer (Weise, 1899)
- Nymphius stylifer Weise, 1899